# Uwano Ishinosuke
Uwano Ishinosuke (上野 石之助 (Thượng Dã Thạch Chi Trợ)  sinh tháng 10 năm 1922) là một cựu quân nhân của Lục quân Đế quốc Nhật Bản. Ông đã được truyền thông chú ý đến kể từ tháng 4 năm 2006 sau khi người ta biết được rằng ông đã sống tại Ukraine sáu thập kỷ từ sau chiến tranh thế giới thứ hai. Trong sổ sách chính thức của Nhật Bản, ông đã được ghi nhận là đã chết.
Ishinosuke đang đóng quân tại đảo Sakhalin phần thuộc Nhật Bản khi cuộc chiến kết thúc và vẫn giữ liên lạc với gia đình cho đến năm 1958. Sau đó ông kết hôn với một phụ nữ Ukraine và đến sống tại Kiev, sinh được 3 người con. Tuy nhiên, việc ông mất liên lạc với gia đình đã khiến ông bị tuyên bố là chính thức qua đời năm 2000; do đó, khi ông quay lại Nhật Bản thăm gia đình năm 2006, ông đã phải sử dụng hộ chiếu Ukraine.